# 로맨스판타지
로맨스 판타지는 로맨스와 판타지의 합성어로, 웹소설의 장르이다.
기존의 판타지 소설과 같이 마법, 전설의 동물 등이 등장하는 가상의 세계관을 배경으로 하지만 전체적인 플롯의 구조와 전개가 여성향 콘텐츠와 유사한 양상을 보인다. 즉 로맨스 판타지는 한국 여성향 웹소설을 대표하는 장르 중 하나라고 할 수 있다.
하지만 로맨스가 적고 여성이 주인공인 판타지 소설 또한 플랫폼에서는 로맨스 판타지로 분류되곤 한다.

### 용어
‘로맨스판타지’(로판)라는 명칭은 2009년부터 언급되었다. 또한 ‘여자 주인공 판타지’, ‘여주판타지’, ‘여주판’ ‘로맨스판타지’, ‘판타지’, ‘로판’, ‘러브판타지’ 등의 키워드가 2003년부터 네이버 지식인에서 검색되었음을 확인할 수 있다. 장르명이 애용되기 시작한 것은 2014년으로, '로맨스'와 '판타지'로 각각 장르 내에서 느슨하면서도 자유롭게 창작 및 소비되던 작품들이 결합하면서 '로맨스판타지'라는 장르가 등장했다.

### 설명
1980년대 성행했던 할리퀸 시리즈와 2000년대 국내에서 사랑받았던 인터넷 소설의 흐름을 잇고 있다. 너무 어렵거나 무겁지 않은 수준의 여성향 스낵컬처 중 하나로 자리 잡으며 점차 시장을 넓히고 있다. 카카오페이지, 네이버 시리즈, 리디북스 등 웹소설을 유통하는 플랫폼에서 쉽게 볼 수 있다. 전체이용가부터 15세 이용가, 19세 미만 접근 금지까지 넓은 스펙트럼의 관람가를 가진다.

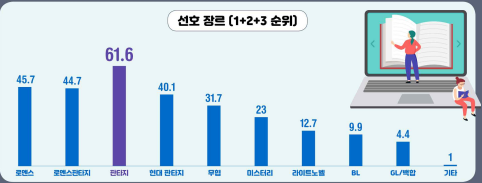
2020 웹소설 사용자 실태조사 중 선호 장르 설문조사 부문.

2020년 기준, 한국콘텐츠진흥원에서 의뢰한 케이디앤리서치의 ⟪2020년 웹소설 이용자 실태조사⟫ 결과 보고서에 따르면 '평소 즐겨 보는 웹소설 장르'에 대한 설문 중 로맨스 판타지는 총 15%로 3위를 차지했다. 이는 현대 판타지나 무협 등보다도 높은 수치로, 점점 로맨스 판타지 장르의 규모가 커지고 있다는 것을 직관적으로 알려 준다. 또한 카카오페이지는 물론이고, 1차적으로 웹툰 작가가 기획하고 제작한 로맨스 웹툰만을 출간시키던 '네이버 웹툰'에서도 최근 로맨스 판타지 웹소설을 원작으로 하는 웹툰들을 내보내기 시작했다. 이는 웹소설 독자 중 로맨스 판타지에 지갑을 여는 독자들이 결코 적지 않다는 것을 제시하는 증거이다.

### 특징
여성향 장르이니만큼 여성의 욕망을 긍정하는 편이다. 로맨스판타지 소설의 전개과정에서 주목할 것은 여성인물 스스로가 자신의 운명을 선택하고 모험을 떠나며 실패와 성공을 경험하는 다양한 이야기가 로맨스 장르에 비해 다양하게 등장한다는 것이다. 더 나아가 인물들은 자신의 성취와 노력에 따른 보상을 적극적으로 추구하고, 욕망 추구를 부끄러워하지 않는다. '판타지' 세계 속에서 주인공이 겪는 모험과 '로맨스' 서사를 통해 독자는 현실과의 괴리감보다는 대리 만족을 느끼게 된다.
너무 완벽한 남자주인공이나 주인공이 성취하는 성공을 '현실감이 없다'는 이유를 들어 비난하는 평도 어렵지 않게 볼 수 있으나, 기본적으로 여성향 장르라는 것을 고려할 때 이러한 서사 구조는 자연스러운 축에 속한다. 

###### 클리셰
진부한 장면이나 뻔한 대화, 상투적인 플롯, 전형적인 표현을 뜻하는 용어로 쓰이는 클리셰를 로맨스 판타지 속에서 해석하자면 다음과 같이 볼 수 있다.
기본적인 구조는 다음과 같다. 여자 주인공이 남자 주인공을 만난다. 둘은 이미 사랑하는 사이이지만 현실의 문제 때문에 그 사랑을 드러낼 수 없거나, 혹은 마음이 없었지만 주어진 현실의 고난을 이겨내는 과정에서 서로를 사랑하게 된다. 주인공들은 그들에게 닥치는 역경을 모험으로 치환해 이겨내고 마침내 사랑을 성취한다. 그 끝에서 둘은 반드시 결혼하며 행복한 일상을 누리며 작품에서 퇴장한다.
'역경'은 작품에 따라 지극히 현실적인 사건에 기반할 때도 있고 단순히 두 사람의 감정선에 기반을 둘 때도 있다. 전자 같은 경우에는 전쟁 국가를 배경으로 하거나, 세계의 평화를 위협하는 괴물이 나타나는 등 로맨스 판타지의 '판타지' 부분에 비중을 둔 역경이 드러난다. 후자와 같은 경우에는 작품의 초반에 남녀 주인공 중 한 사람이 상대방을 짝사랑해 감정의 무게가 다른 채 관계를 시작하는 등, '로맨스'에 비중을 둔 역경이 드러난다.
그러나 로맨스 판타지를 향유하는 독자층의 대부분인 여성들의 주류 가치관이 바뀌면서, 이러한 기본적인 스토리 구조도 점점 끊임없이 변화하는 추세이다. 당장 웹소설이 아닌 '인터넷 소설' 시기에 가장 인기 있었던 남자주인공의 상이 작품 초반에 여자 주인공에게 상처를 주는 등 전형적인 '나쁜 남자'였다면, 요즘은 그에 비해 '다정남'을 선호하는 사람들도 결코 적지 않다.  
소재적인 면에서의 클리셰는 흔히 말해 '회귀, 빙의, 환생'이라고 볼 수 있다. 독자들 사이에서 '회빙환'으로 줄여 말하기도 하는 이 소재들은 한동안 로맨스 판타지 소설에서 마치 로맨스 소설에는 남자 주인공과 여자 주인공이 등장한다는 사실과 비등할 정도로 당연한 '소설 속 세계관의 기반'으로 여겨지기도 했다  
먼저 '회귀'는 인물이 과거로 돌아가는 것을 말한다. '인어공주는 거품이 된 이후 눈을 뜬다. 천국일 것이라고 생각했는데 알고 보니 왕자를 구해준 직후로 돌아와 있었다. 왕자에게 사랑 받지 못해 비참하게 죽었던 과거를 기억하는 인어공주는 원래 했던 선택과는 달리 마녀와의 거래를 하지 않고 사랑하는 가족들과 바닷속에서 살게 된다.' 이러한 예시가 바로 '여자 주인공 회귀물'이라고 볼 수 있다. 과거로 돌아가 다른 선택을 하고 싶다는 생각을 해 본 적이 있을 사람들의 욕망을 충족시켜 준다고 볼 수 있다.  
그다음, '빙의'는 소설 속 등장인물 등 남의 몸에 빙의한 채로 눈을 뜨며 작품을 시작하는 전개를 말한다. 판타지 소설에서도 메이저한 소재로 쓰이는 이 전개는 로맨스 판타지에서는 특히, 서양을 모티브로 한 가상시대의 인물에 빙의하며 주인공이 겪는 당혹감과 혼란스러움을 작품 초반의 감정선으로 제시한다. 주로 '정말 처음 보는 사람'이 아니라, 이미 주인공이 소설이나 영화 등 미디어를 통해서 접한 적이 있는 인물에게 빙의함으로써 미래시를 알고 똑똑하게 대처하는 주인공에 대한 개연성을 부여한다.  
마지막으로, '환생'의 경우 위의 소재들과 섞여 쓰인다. 21세기 대한민국을 살던 주인공이 우연한 계기로 가상시대 등 이세계에서 다시 태어나는 것을 말한다. 라이트 노벨과 같이 일본의 인터넷 소설 장르에서도 많이 쓰이던 소재이기도 하다.  

###### 여성 인물들 간 관계의 변화
많은 고전 문학과 로맨스 소설에서는 늘 전형적인 '악녀' 캐릭터가 존재해 왔다. '악녀 캐릭터'는 주로 남자 주인공과 여자 주인공의 원만한 사랑을 방해하는 인물로, 남자 주인공을 짝사랑하고 있거나 사랑을 어필함으로써 여자 주인공에게 위기감을 안겨 주는 것이 흔한 캐릭터의 특성이다. 이들은 여자 주인공이 아닌 자신이 남자 주인공과 사랑을 이루고 싶다는 욕망 하에 여자 주인공에게 악행을 서슴지 않기도 한다. 이것은 굳이 소설이 아니어도 '로맨스' 장르 속에서 오랫동안 이어져 온 클리셰이다.
다만 최근의 로맨스 판타지 장르에서는 이러한 '악녀'의 해석이 조금씩 바뀌고 있는 것이 현실이다. 먼저 앞서 말했던 '빙의' 클리셰나 '회귀' 클리셰를 섞으면서, '원래는 악행을 하던 여자의 몸에 어느 날 빙의해 남들의 편견을 바꾸고 이미지를 변신하며 성장하는 여자 주인공'이나 '회귀 후 자신의 잘못을 뉘우친 악녀'와 같은 캐릭터가 등장하기 시작했다.
또한, 무작정 두 남녀 주인공의 사랑을 방해하겠다는 이유만으로 악행을 일삼는 악녀 캐릭터 또한 미미하지만 줄고 있는 추세이다. 기존 로맨 스 서사에서 ‘악녀’가 남성인물의 사랑을 얻고자 악녀가 된 것과 달리, 로맨스 판타지 소설에서는 그것을 포기하고, 남성 인물의 실체를 직시하며 더 나아가 자기 욕망을 이루기 위해 남성 인물을 처단하는 것, 더 나아가 신분 차별을 받는 인물들, 정서적으로 학대 당하던 소수자 들을 모으며 타인의 행복을 존중할 줄 아는, 이성적이고 윤리적인 존재로 성장하는 것까지 다룬다.

또한 여성 간 연대의 가능성을 제시하는 작품들도 늘어나고 있는 추세이다. 예시로 키아르네의 「신데렐라를 곱게 키웠습니다」(조아라, 카카오페이지, 리디북스, 2018~2019)를 들 수 있다. 이 작품은 기존의 아버지나 남자 형제와의 가족애를 제시하던 작품들과는 상반되게 계모-의붓딸 사이의 애정과 딸들 간의 우정을 제시해 참신하게 여성 간의 연대를 보인다. 또한 금눈새의 「그 오토메 게임의 배드 엔딩」(카카오페이지, 2019)의 경우 가장 사랑했던 친구를 잃은 여자 주인공이 사랑이 아닌 우정을 더 중시하는 모습을 보이는 등 여성들 간의 우정과 보다 깊은 관계성에 대한 수요도 증가하고 있다고 볼 수 있다.
1. ↑  이의 경우 '여로판'이 아니라 '여주판'이라고 칭하는 것이 일반적이다.
2. ↑  안상원 (2019). "한국 웹소설 ‘로맨스판타지’ 장르의 서사적 특성 연구"
3. 1 2 3  안상원 (2019). 앞과 동일